# Campylanthus salsoloides
Campylanthus salsoloides là một loài thực vật có hoa trong họ Mã đề. Loài này được (L.f.) Roth mô tả khoa học đầu tiên năm 1821.

## Hình ảnh

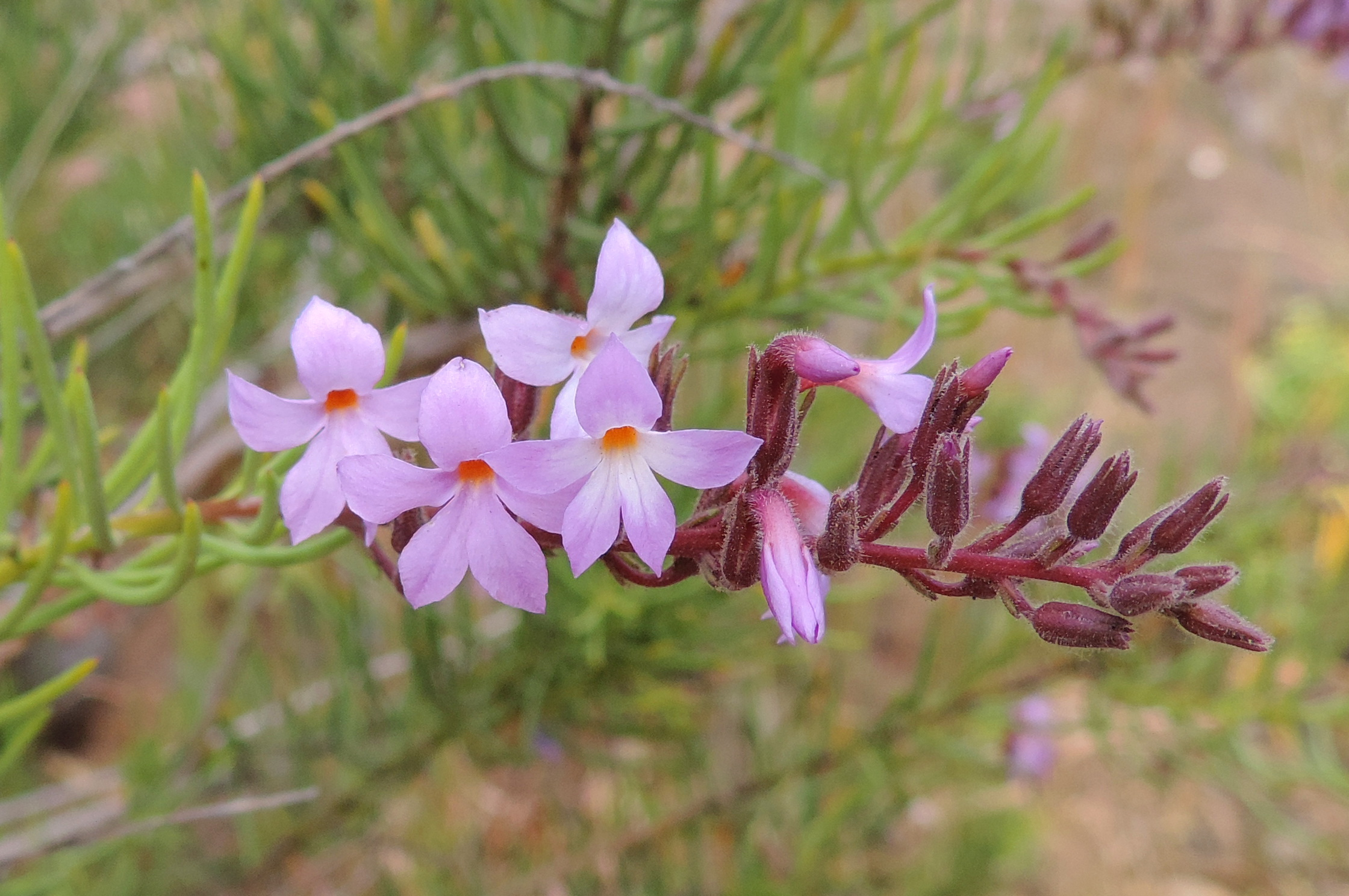
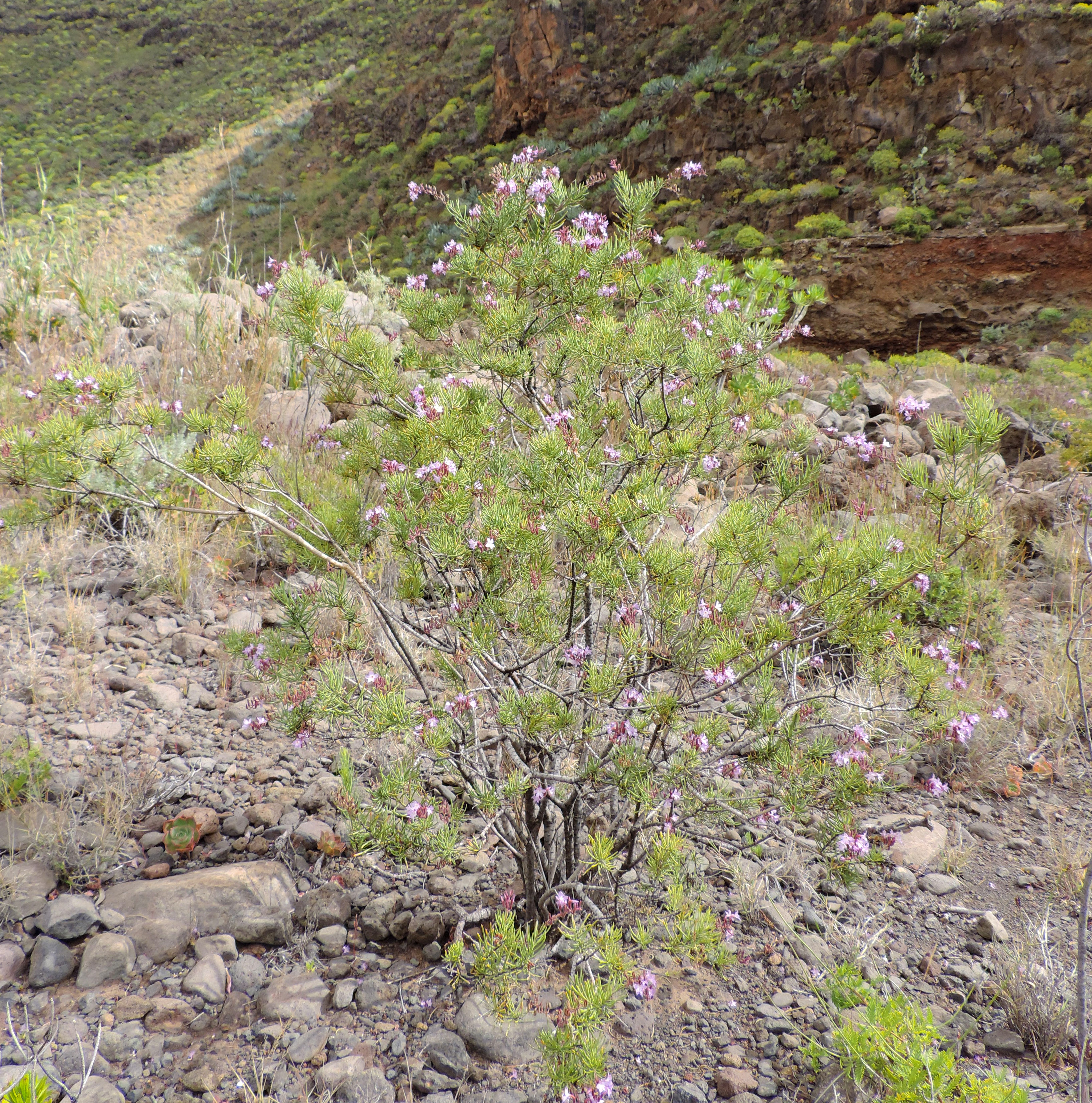
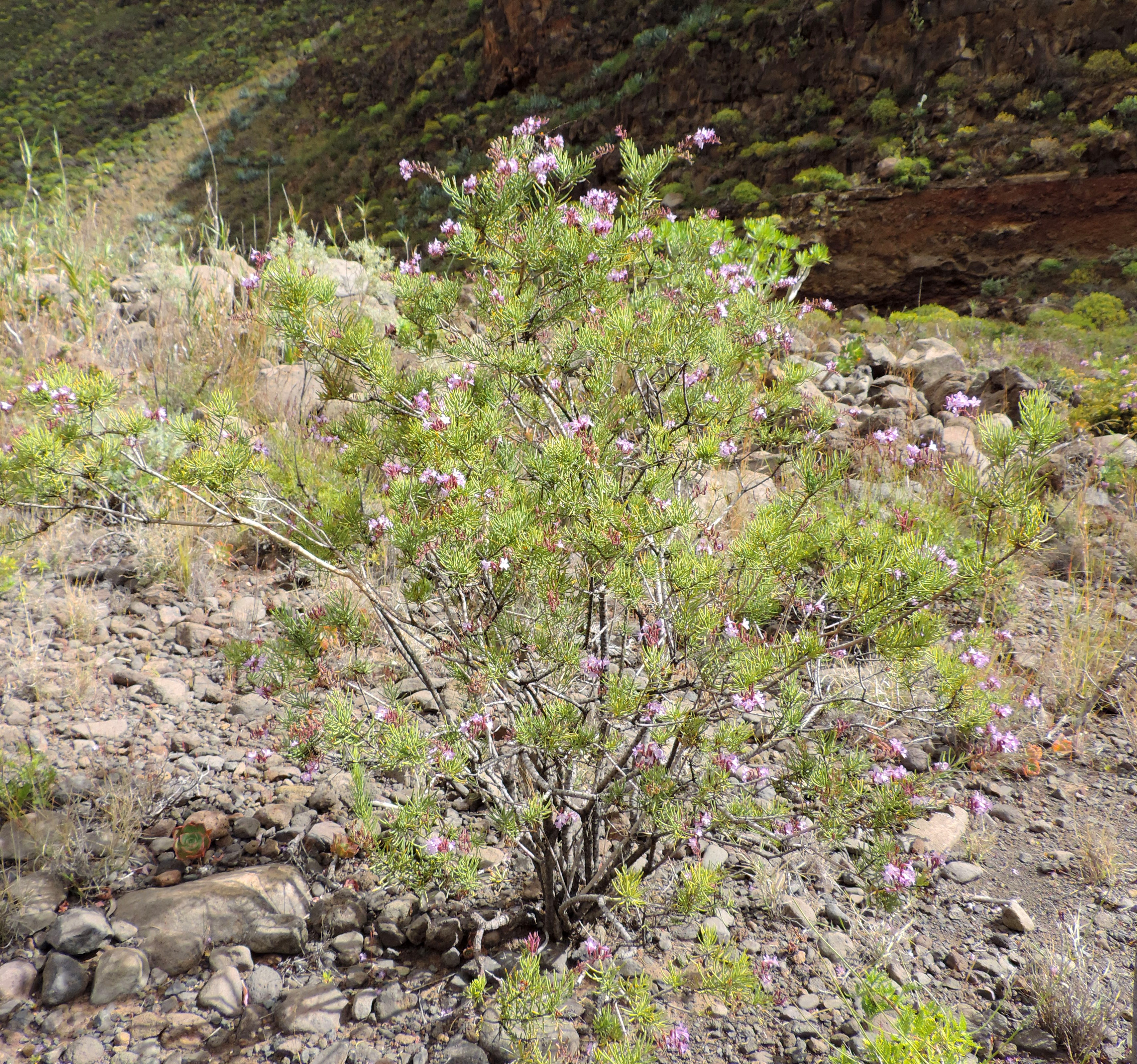